# Kreuzeck (Wettersteingebirge)
Kreuzeck – szczyt w paśmie Wettersteingebirge, w Alpach Bawarskich. Leży w południowych Niemczech, w kraju związkowym Bawaria, na południe od Garmisch-Partenkirchen i na wschód od jeziora Eibsee. Osiąga wysokość 1651 m n.p.m.
Na stokach góry położony jest ośrodek narciarski, którego częścią między innymi jest trasa "Kandahar", gdzie w 1936 roku rozgrywano zjazd podczas IV. Zimowych Igrzysk Olimpijskich rozgrywanych w pobliskim Garmisch-Partenkirchen. Ta sama trasa była areną zmagań alpejczyków podczas Mistrzostw Świata w Narciarstwie Alpejskim 1978 i Mistrzostw Świata w Narciarstwie Alpejskim 2011. Kandahar regularnie pojawia się również w kalendarzu zawodów Pucharu Świata w narciarstwie alpejskim.